# كاري هاريسون
كاري هاريسون (بالإنجليزية: Carey Harrison)‏ (1944، لندن في المملكة المتحدة)؛ روائي بريطاني.

## روابط خارجية
- كاري هاريسون على موقع IMDb (الإنجليزية)